# مونتی ویلیامز
مونتگومری الی ویلیامز (متولد ۸ اکتبر ۱۹۷۱) مربی حرفه ای بسکتبال در آمریکا و بازیکن سابق و مدیر اجرایی است که سرمربی فینیکس سانز ازاتحادیه ملی بسکتبال (NBA) است. ویلیامز در طول دوران بازیگری در پنج تیم NBA بازی کرد که از ۱۹۹۴ تا ۲۰۰۳ طول کشید. شغل مربیگری NBA وی شامل حضور در سمت دستیار مربی، مربی همیار و سرمربی بوده‌است. ویلیامز از 2010 تا 2015 سرمربی تیم نیو اورلینز پلیکانز بود. او به عنوان دستیار مربی در تیم ملی ایالات متحده تحت مربیگری مایک شیشفسکی خدمت کرد و به عنوان معاون رئیس بسکتبال در تیم‌های سن آنتونیو اسپرز کار کرده‌است. در ماه مه سال ۲۰۱۹، ویلیامز به عنوان سرمربی فینیکس سانز استخدام شد.

## حرفه
با ۲٫۰۳ متر قد به عنوان اسمال فوروارددر دانشگاه نوتردام، با افتخار ۲۲٫۴ امتیاز و ۸٫۴ ریباند در طول دوره ارشد خود، یک افتخارآفرین آمریکایی بود. ویلیامز علی‌رغم ابتلا به بیماری قلبی، در دور اول ، انتخاب NBA بود. او در دور اول (در کل ۲۴ ام) در درفت ان‌بی‌ای ۱۹۹۴توسط نیویورک نیکس انتخاب شد.
ویلیامز از ۱۹۹۴ تا ۲۰۰۳ در ۹ فصل NBA بازی کرد. او برای نیکس، سن آنتونیو اسپرز، دنور ناگتس، اورلاندو مجیک و فیلادلفیا سونتی‌سیکسرز بازی کرد. ویلیامز در دوران حرفه ای خود در NBA در ۴۵۶ بازی به میدان رفت، در مجموع ۲۸۸۴ امتیاز کسب کرد و به‌طور متوسط ۶٫۳ امتیاز در هر بازی کسب کرد. مشکلات مزمن زانو او را مجبور به بازنشستگی در سال ۲۰۰۳ کرد.

## شغل مربیگری

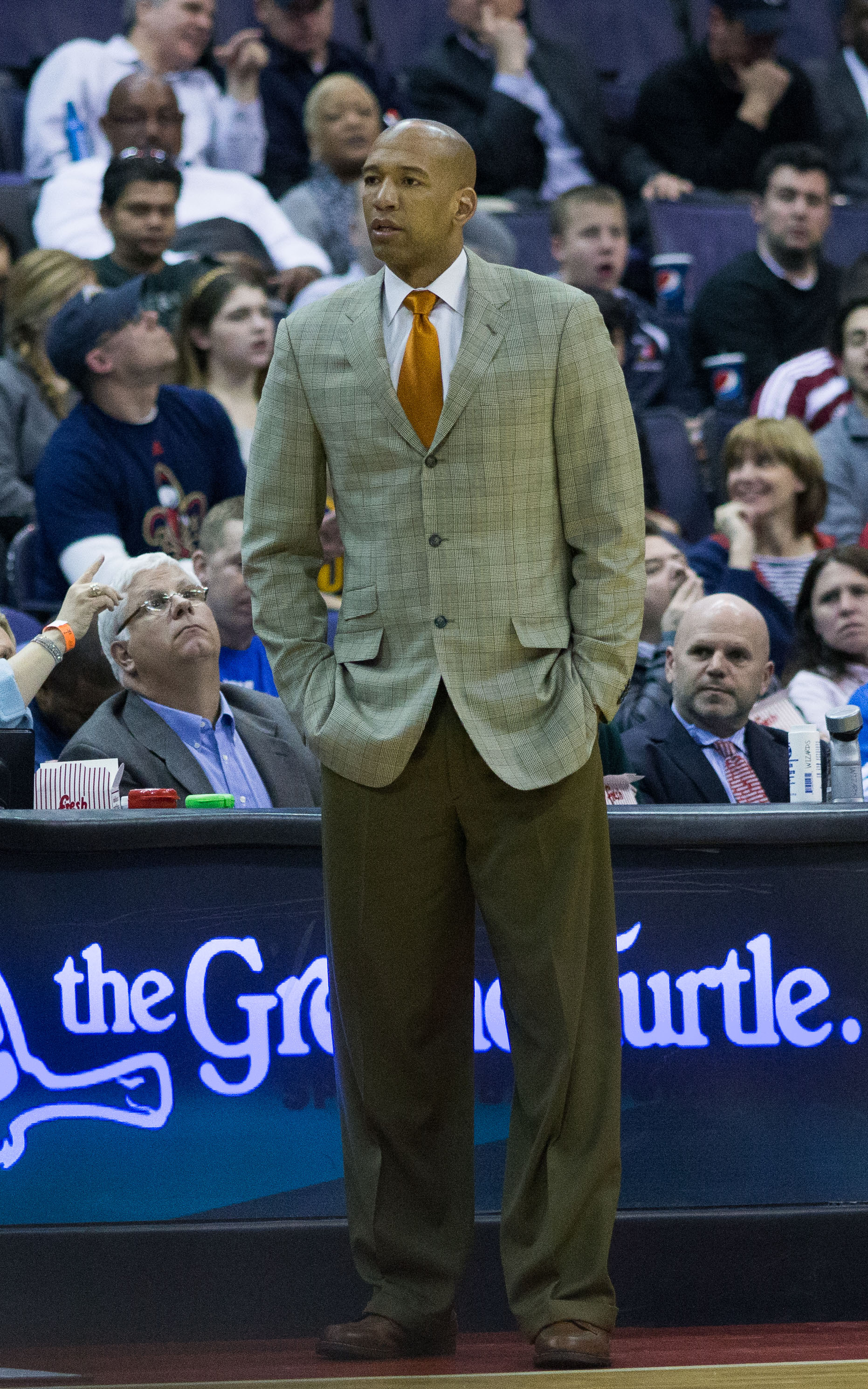
مونتی ویلیامز شغل مربیگری

در سال ۲۰۰۵، ویلیامز به عنوان کارآموز کادر مربیگری با سن آنتونیو اسپرز به عنوان قهرمانی NBA دست یافت. در سال ۲۰۰۵، ویلیامز به عنوان سرمربی جدید و نیت مک میلان به عنوان دستیار مربی در پورتلند تریل بلیزرز استخدام شدند.
در ۷ ژوئن ۲۰۱۰، به ویلیامز یک قرارداد سه ساله برای سرمربیگری نیو اورلینز پلیکانز پیشنهاد شد. ویلیامز در تاریخ استخدام خود با ۳۸ سال سن جوانترین سرمربی NBA شد. در اولین فصل حضورش در تیم هورنتس، تیم با رکورد ۴۶–۳۶ به پایان رسید و به بازی حذفی راه یافت. در ۱۸ اوت ۲۰۱۲، ویلیامز تمدید قرارداد ۴ ساله از هورنتس (بعداً به پلیکانز تغییر نام داد) را پذیرفت. در تاریخ ۹ ژوئن ۲۰۱۳، ویلیامز به عنوان کمک مربی با تیم ملی آمریکا همراه با جیم بوهایم و تام تیبودو برای بازیهای المپیک تابستانی ۲۰۱۶ در ریودوژانیرو برزیل را پذیرفت. نیو اورلینز پلیکانز قبل از اینکه در دور اول بازی حذفی به گلدن استیت واریورز باخت، فصل ۱۵–۲۰۱۴ را با رکورد ۴۵–۳۷ به پایان رساند. در تاریخ ۱۲ مه ۲۰۱۵، ویلیامز پس از پنج فصل به عنوان سرمربی پلیکانز، یک رکورد فصل ۱۷۳–۲۲۱ را تنظیم کرد و در مرحله پلی آف ۲–۸ حضور پیدا کرد.

## زندگی شخصی
در ۱۰ فوریه ۲۰۱۶، همسر ویلیامز، اینگرید، بر اثر جراحت وارد شده در تصادف اتومبیل در اکلاهما سیتی پس از اینکه کنترل اتومبیل را از دست داد و از خط عبور کرد، توسط خودرویی که از خط عبور می‌کرد درگذشت. آنها پنج فرزند داشتند.
ویلیامز یک مسیحی است.